# Rivière Mannic
Pour les articles homonymes, voir Mannic.
La rivière Mannic est un tributaire du littoral nord du Lac aux Feuilles lequel se connecte à la baie d'Ungava. La rivière Mannic coule dans le territoire non organisé de la Rivière-Koksoak, de la région du Kativik, situé dans la région administrative du Nord-du-Québec, au Québec, au Canada.

## Géographie
Les principaux bassins versants de la rivière Mannic sont : 
- côté nord : rivière Buron, lac Mannic, lac Monique, lac Chaperon ;
- côté est : baie aux Baleines, ruisseau Iqalunnaviit ;
- côté sud : lac aux Feuilles, Anse aux Réfuges ;
- côté ouest : lac Fanfan.

La rivière Mannic prend sa source d'un lac sans nom (altitude : 156 m). Ce lac est situé à l'ouest du lac Chaperon (altitude : 121 m) et au nord du lac Fanfan (altitude : 145 m).
À partir du lac de tête, la rivière Mannic coule sur 8,8 km vers le sud-est en recueillant les eaux de la décharge (venant du nord) du lac Chaperon (longueur : 2,8 km ; altitude : 121 m), jusqu'à la rive nord du lac Mannic (altitude : 68 m) que le courant traverse vers le sud sur 5,1 km, soit sur sa pleine longueur.
À partir de l'embouchure du lac Mannic, la rivière Mannic coule sur 9,4 km vers le sud, pour se déverser sur une longue grève (jusqu'à 3,5 km par marée basse) au fond de la baie des Arpenteurs, laquelle constitue un appendice du littoral nord du lac aux Feuilles. La baie des Arpenteurs :
- fait face à la baie Rouge qui est située sur le littoral sud du lac aux Feuilles ;
- à l'est de la montagne Irraviluaq qui s'avance dans le lac aux Feuilles ;
- à l'ouest de l'Anse aux Réfuges.

## Toponymie
Le toponyme Rivière Mannic a été officialisé le 5 décembre 1968 à la Commission de toponymie du Québec.